# Biblioteca del Monte
La Biblioteca di San Francesco del Monte, o semplicemente Biblioteca del Monte, è la biblioteca storica del Convento di San Francesco del Monte (Monteripido) a Perugia.
La biblioteca è nata per servire le necessità dei frati francescani coinvolti nello Studium Generale di Monteripido ma anche a servizio della città di Perugia e, in particolare, dell’Università degli Studi di Perugia.
La Biblioteca del Monte è un complesso monumentale progettato dall’architetto perugino Pietro Carattoli e completata nel 1790. Conserva circa 23.000 volumi a stampa, di cui 3 incunaboli e più di 200 cinquecentine, oltre a circa 200 manoscritti.

## Storia
Dopo gli inizi francescani a Monteripido con la presenza di Egidio d’Assisi negli anni 30 del XIII secolo, la vera fioritura culturale del Convento di San Francesco del Monte (Monteripido) inizia con il passaggio alla riforma dell’Osservanza, quando il convento viene assegnato a fra’ Paoluccio Trinci da Foligno nel 1374. Già nel XIV secolo si trovano a Monteripido una legatoria e uno scriptorium. In questa fase, Monteripido ospita molti frati colti, alcuni provenienti dall’Università degli Studi di Perugia con la quale mantenevano costanti e intensi legami.

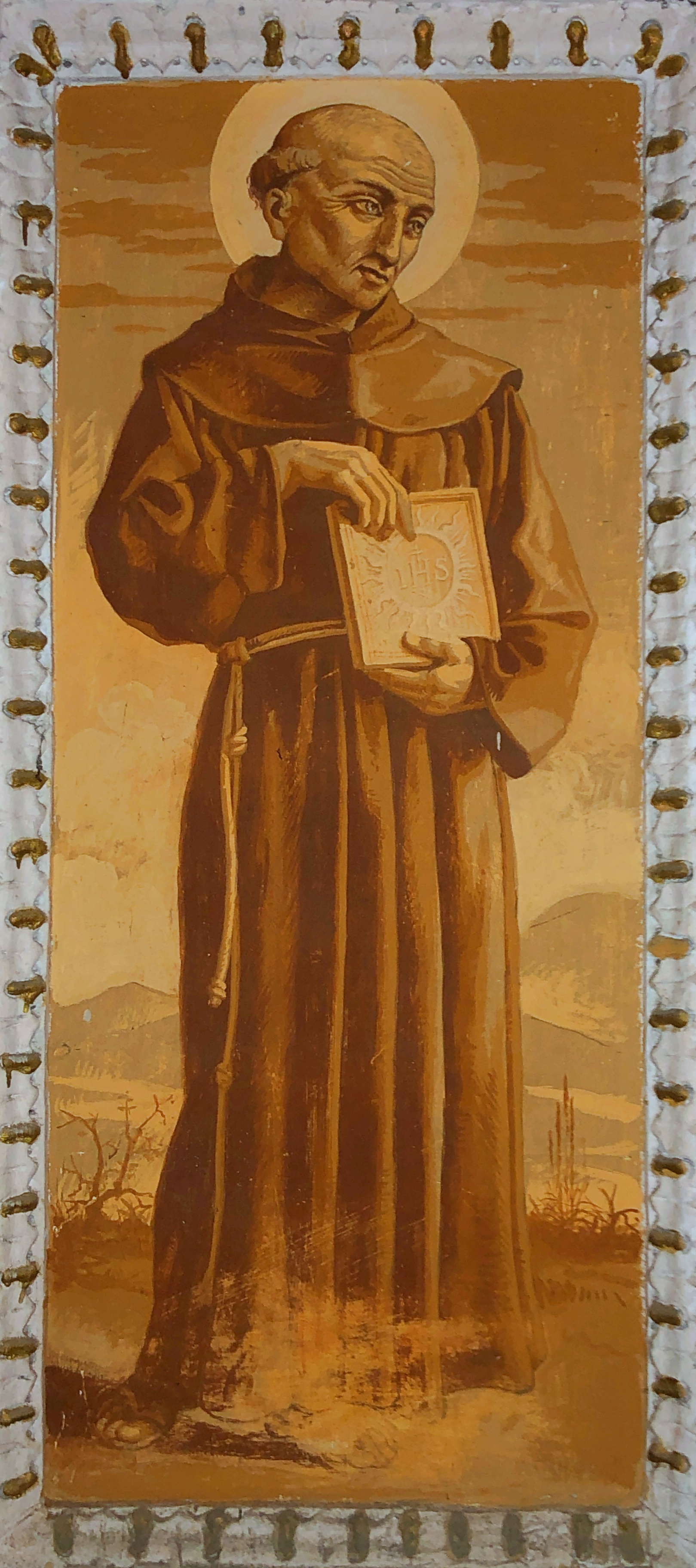
Bernardino da Siena. Chiesa di Monteripido a Perugia.

Nel 1438, Bernardino da Siena (1380–1444) viene a Monteripido, dove era già stato in precedenza, con l’incarico di offrire un ciclo di lezioni sulle censure. Questo è di fatto l’inizio dello Studium generale dell’Osservanza a Monteripido per la formazione culturale e spirituale dei giovani frati. Lo Studium si dota presto di una biblioteca la cui ubicazione è oggi incerta. Nei secoli successivi, la biblioteca continua ad essere incrementata anche grazie alla generosità dei benefattori e dei lasciti testamentari di beni librari. In questo periodo, Monteripido ospita frati illustri tra i quali vanno menzionati Giovanni da Capestrano (1386–1456), Giacomo della Marca (1393–1476), Alberto da Sarteano (1385–1450), Giovanni Buonvisi (fine XIV secolo–1472), Bernardino da Fossa (1421–1503).

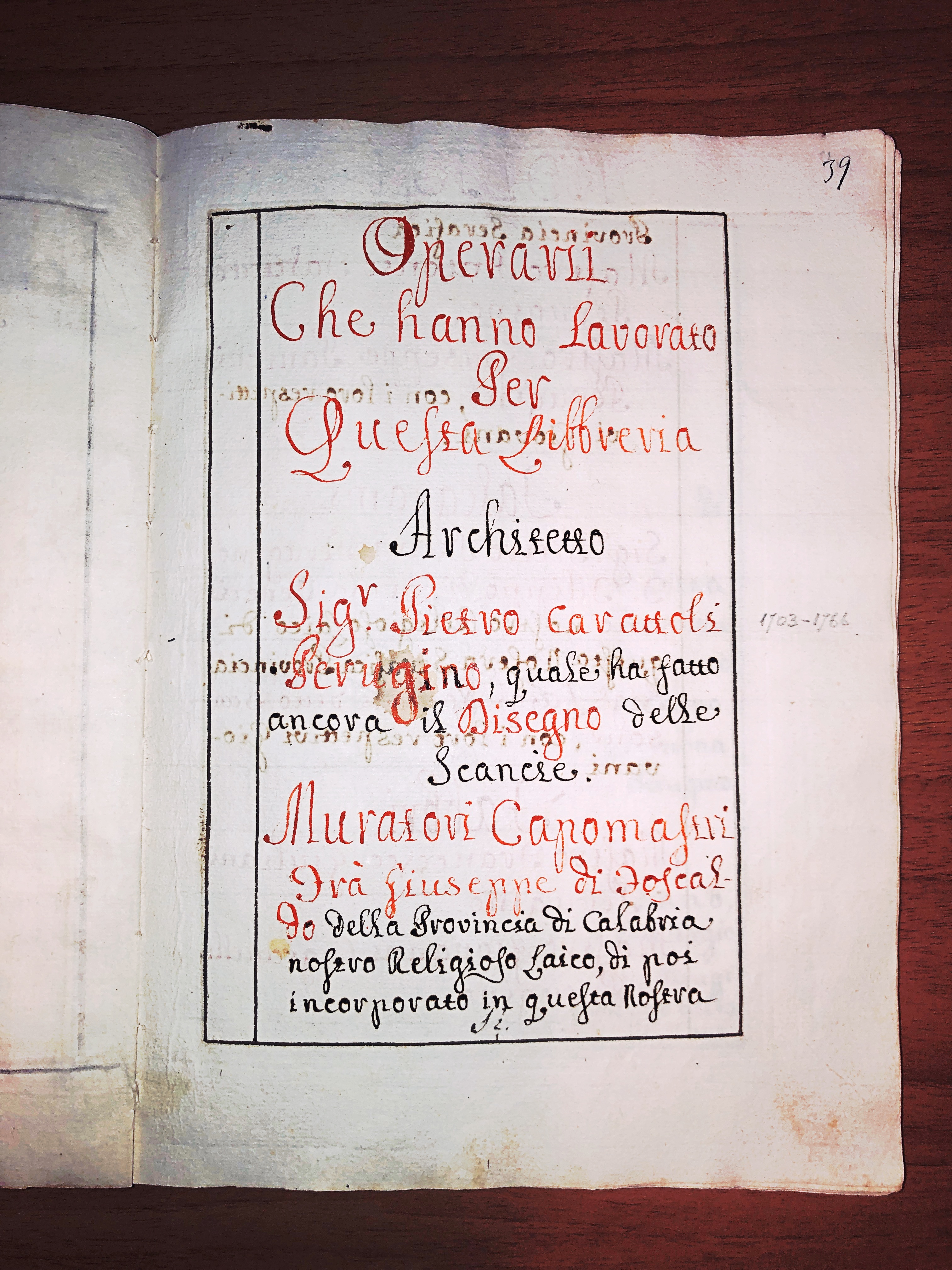
Breve descrizzione di questa libreria del Monte.

Secondo una relazione fatta dal Commissario generale fra’ Francesco da Vico nel 1723 e conservata nell’Archivio Storico di Monteripido, la biblioteca consisteva di quattordici credenze a sette ordine, ciascuno contenente circa 220 libri, per un totale di circa 3080 libri. In conseguenza dell’accresciuto patrimonio librario della biblioteca, i frati decidono verso la metà del XVIII secolo di costruire un edificio indipendente dedicato alla biblioteca. Il progetto viene affidato all’architetto perugino Pietro Carattoli (1703–1766). Il guardiano, Padre Maria Angeletti, pone la prima pietra dell’edificio il 23 aprile 1754, festa liturgica del Beato Egidio. La costruzione viene portata a termine, dopo la morte di Padre Angeletti, probabilmente nel 1769, data riportata nell’epigrafe che sovrasta la porta della biblioteca. La decorazione del soffitto fu invece eseguita dal pittore Paolo Brizi (1702–1773). L’intero complesso, con i cartigli dipinti e le scansie, fu terminato nel 1790.
Le sorti della Biblioteca si rovesciano con l’arrivo a Perugia della Rivoluzione Francese nel 1798. Nel 1810, Napoleone impone la soppressione di tutte le congregazioni religiose, la chiusura dei conventi e la spoliazione dei loro beni, inclusi i beni librari. Giuseppe Antinori, rettore dell’Università degli Studi di Perugia, riceve l’incarico di censire il patrimonio della Biblioteca che va ad incrementare la biblioteca universitaria e la Biblioteca comunale Augusta. Parte del patrimonio viene messa in salvo presso la nobildonna Anna Oddi, una benefattrice del convento, mentre gran parte dei testi vengono restituiti alla ricostituzione dello Stato della Chiesa tra il 1814 e il 1815. Nonostante ciò, alcuni testi della Biblioteca vengono smarriti, probabilmente a opera di alcuni soggetti locali.

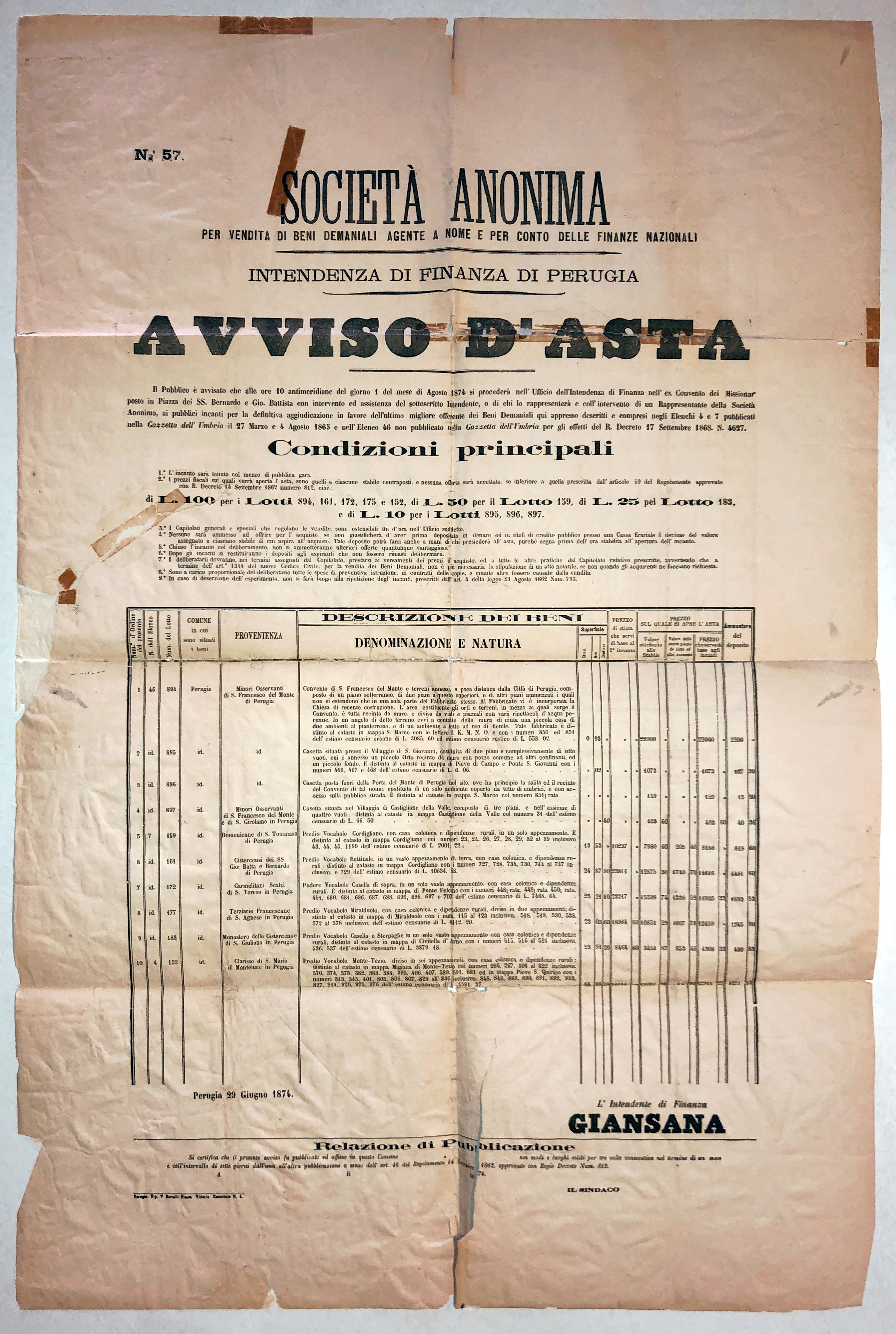
Avviso d’asta per la vendita del convento demaniato di San Francesco del Monte, 29 giugno 1874.

La seconda ondata di soppressioni degli ordini religiosi è ancor più devastante per la Biblioteca del Monte. Dopo l’annessione dell’Umbria al regno sabaudo, nel 1860, con decreto del commissario Gioacchino Napoleone Pepoli, vengono di nuovo chiusi i conventi e progressivamente incamerati i beni degli ordini religiosi. L’11 dicembre 1860, il commissario generale per la provincia, Ludovico Vagnucci prende possesso della Biblioteca e del suo patrimonio librario. Nel 1862, viene effettuata una catalogazione dei libri della Biblioteca del Monte congiuntamente alla biblioteca del Convento di San Girolamo, sempre a Perugia. Insieme, le due biblioteche conservavano 4034 libri e 57 manoscritti. Negli anni successivi, i manoscritti e i testi a stampa più pregiati confluiscono nella Biblioteca comunale Augusta di Perugia.
Nel 1874, lo stato decide di alienare il Convento di San Francesco del Monte con asta pubblica, e i frati della Provincia Serafica colgono l’occasione per rientrare in possesso dell’edificio. L’edificio della Biblioteca, il cui mobilio era ancora sotto sigillo, viene riacquistato successivamente, nel 1882, dopo una lunga trattativa con il Comune di Perugia. Al termine di quasi un secolo di vicissitudini, alla fine dell’Ottocento, il patrimonio librario della Biblioteca si è ridotto drasticamente sia in quantità che in qualità; tutti i testi di valore sono confluiti nelle biblioteche pubbliche cittadine.
Nel tempo, tuttavia, la Biblioteca del Monte viene progressivamente ricostituita soprattutto attraverso le donazioni di altri conventi e di privati. Tra queste va menzionato l’ingente lascito, per centinaia di libri, di Luigi Carattoli, discendente dell’architetto della Biblioteca e direttore dell’Accademia di Belle Arti di Perugia. L’avvenimento più rilevante per le sorti della Biblioteca, nel XX secolo, è il terremoto del 29 aprile 1984. La Biblioteca riporta danni al soffitto e a tutto il complesso ligneo. Dopo accorati appelli, le istituzioni pubbliche della Regione Umbria si fanno carico dei restauri che iniziano nel 1987 e si concludono nel 1993.

## Patrimonio librario
Legata alla fraternità francescana di Monteripido, la Biblioteca del Monte ne ha seguito le vicende storiche liete e dolorose. In particolare, a causa delle soppressioni del Convento di San Francesco del Monte nel corso del XIX secolo, l’attuale patrimonio librario della Biblioteca non corrisponde a quello originario disperso e si è ricostituito a partire dalla fine dell’Ottocento.

### La "libraria" settecentesca
Le tracce più immediate del contenuto antico della Biblioteca si trovano in un catalogo in due volumi manoscritti datati al 1790 e 1795 oggi conservati presso la Biblioteca Augusta di Perugia e classificati Cat. 2 e Cat. 5. Secondo questo catalogo, la Biblioteca conteneva circa 5600 edizioni per un totale di oltre 8360 volumi. I manoscritti erano 182 (256 volumi) con varia datazione. Tra le opere a stampa, invece, si trovavano 144 incunaboli (170 vol.), 1049 cinquecentine (1222 vol.), 1772 edizioni del XVII secolo (2435 vol.) e 2146 edizioni del XVIII secolo (3928 vol.).
I testi erano divisi in 20 scansie tematiche e in 2 livelli, secondo lo schema seguente:
| Scansia | Livello Inferiore                 | Contenuto liv. inf.                        | Livello Superiore                   | Contenuto liv. sup. (o totale)             |
| ------- | --------------------------------- | ------------------------------------------ | ----------------------------------- | ------------------------------------------ |
| I       | LEXICON & PHILOLOGIA              |                                            | LEXICON & PHILOLOGIA                | 253 stampati (293 vol.) + 2 ms.            |
| II      | POETAE GRAECI & LATINI            |                                            | POETAE GRAECI & LATINI              | 446 stampati (627 vol.) + 22 ms. (27 vol.) |
| III     | ARS & GEOGRAPHIA                  |                                            | ARS & GEOGRAPHIA                    | 274 stampati (349 vol.) + 6 ms. (8 vol.)   |
| IV      | HISTORIA PROFATICA                |                                            | HISTORIA PROFATICA MUNIC. & ANTIQUA | 299 stampati (518 vol.)                    |
| V       | MISCELLANEA & DUPLICATA           |                                            | MISCELLANEI & DUPLICATI             | 606 stampati (695 vol.) + 31 ms.           |
| VI      | GESTA SANCTORUM                   |                                            | JUS REGULARIUM                      | 183 stampati (216 vol.) + 9 ms.            |
| VII     | THEOLOGIA DOGM. & SCOLASTICA      | 211 stampati (376 vol.)                    | JUS CANONICUM & CIVILE              | 38 stampati (60 vol.) + 4 ms.              |
| VIII    | THEOLOGIA MORALIS                 |                                            | THEOLOGIA MORALIS                   | 273 stampati (374 vol.) + 1 ms.            |
| IX      | JUS CANONICUM & CIVILE            | 61 stampati (167 vol.) + 2 ms.             | THEOLOGIA SCOLASTICA                | 49 stampati (79 vol.) + 5 ms. (7 vol.)     |
| X       | THEOLOGIA POLEMICA ET APOLOG.     | 42 stampati (71 vol.) + 2 ms. (3 vol.)     | THEOLOGIA DOGMATICA                 | 135 stampati (230 vol.)                    |
| XI      | BIBLIA SACRA & INTERPRETES        |                                            | BIBLIAE SACRAE & INTERPRETES        | 178 stampati (290 vol.) + 55 ms. (57 vol.) |
| XII     | ORATORES SACRI                    | 173 stampati (290 vol.) + 13 ms. (41 vol.) | SS. PATRES GRAECI & LATINI          | 13 stampati (14 vol.)                      |
| XIII    | CONCILIA CRITICA SACRA & LITURGIA |                                            | CONCILIA CRITICA & LITURGIA SACRA   | 199 stampati (262 vol.) + 6 ms.            |
| XIV     | HISTORIA ECCLESIASTICA            |                                            | HISTORIA ECCLESIASTICA & SANCTORUM  | 190 stampati (550 vol.)                    |
| XV      | HISTORIA MONASTICA & MINORUM      |                                            | HISTORIA MONASTICA                  | 244 stampati (358 vol.) + 8 ms. (34 vol.)  |
| XVI     | THEOLOGIA ASCETICA & MYSTICA      |                                            | ASCETICI                            | 354 stampati (456 vol.) + 1 ms.            |
| XVII    | ORATORES SACRI                    | 289 stampati (416 vol.) + 1 ms.            | DIARIA                              | 167 stampati (195 vol.) + 1 ms. (2 vol.)   |
| XVIII   | PHILOSOPHIA                       |                                            | PHILOSOPHIA                         | 256 stampati (425 vol.) + 9 ms. (16 vol.)  |
| XIX     | MEDICINA ASTRONOMIA & CHIMICA     |                                            | MEDICINA & CHIMICA                  | 322 stampati (407 vol.) + 3 ms.            |
| XX      | HISTORIA NATURALIS & LITERARIA    |                                            | HISTORIA NATURALIS & LITTERARIA     | 155 stampati (379 vol.) + 1 ms.            |

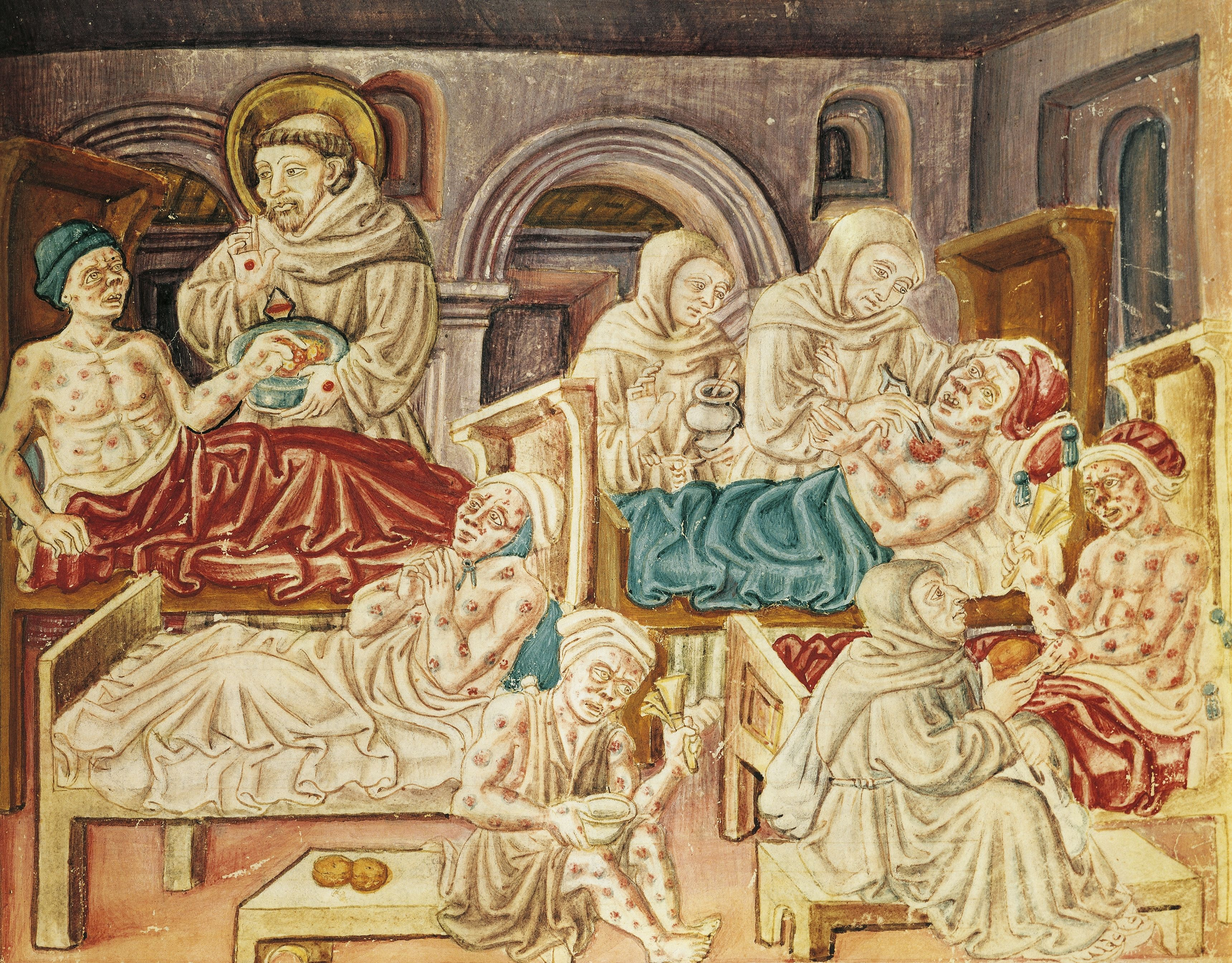
La Lebbra. Miniatura tratta da La Franceschina.

Oggi la Biblioteca Augusta conserva 75 manoscritti con chiari elementi di appartenenza o comunque attribuibili alla Biblioteca del Monte. Questi manoscritti sono prevalentemente di carattere religioso o opere della letteratura classica. Si segnalano in particolare i manoscritti legati alla vita dell’Ordine dei Frati Minori: lo Specchio dell’Ordine minore di Giacomo Oddi (chiamato La Franceschina; ms. 1238) e il De conformitate Vitae B. Francisci ad Vitam D. Jesu Redemptoris di Bartolomeo da Pisa (ms. 3099); le opere di autori classici: Virgilio (ms. D9), Cicerone (ms. D 14; ms. 1104), Sallustio (ms. F 45), Eutropio (ms. H 75) e Lucrezio (ms. 1193); opere di scrittori cristiani antichi, messali e breviari. Altri manoscritti sono invece conservati presso la Biblioteca dell’Università degli Studi di Perugia, la Biblioteca Capitolare di San Lorenzo, l’Archivio Storico dell’Università di Perugia, e la Biblioteca Angelica di Roma.

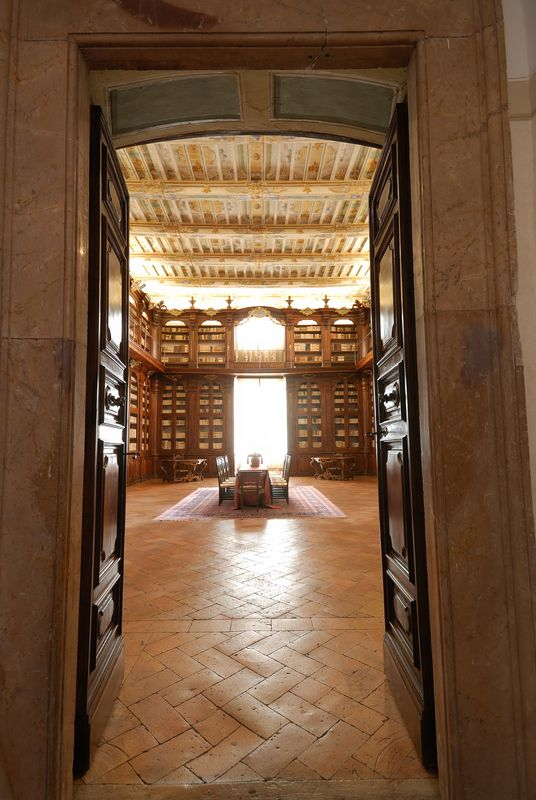
Biblioteca del Monte. Ingresso.

Gli incunaboli del Monte conservati alla Augusta dimostrano ancor più l’ampiezza della formazione impartita presso lo Studium di Monteripido. Tra i 91 incunaboli si trovano molte opere di carattere giuridico, ma anche testi come l'Hipnetoromachia Poliphili (inc. 1126) o L’Acerba del controverso autore Cecco d’Ascoli (inc. 765).

### Il contenuto attuale
Al momento, la Biblioteca conserva circa 23.000 monografie; 3.500 opuscoli; 4 pergamene; 3 incunaboli; 220 cinquecentine; 200 manoscritti. La Biblioteca conserva alcuni fondi significativi. Forse, il più importante è il Fondo Luigi Carattoli, direttore dell’Accademia di Belle Arti di Perugia alla fine del XIX secolo e discendente dell’architetto Pietro Carattoli che aveva progettato la Biblioteca. Il fondo raccoglie più di 800 opere a partire dal XVI secolo e fino alla data della morte del Carattoli (1894). Oltre a testi di vario genere, il Fondo Carattoli raccoglie molte monografie e opuscoli riguardo alla vita locale di Perugia. Il Fondo Ugolino Nicolini conserva la biblioteca di fr. Ugolino Nicolini OFM, frate minore a Monteripido e docente di storia medievale e paleografia latina presso l’Università degli Studi di Perugia. Questo fondo raccoglie soprattutto testi accademici sulla storia locale e nazionale. Infine, il Fondo Diego Donati, lasciato da fr. Diego Donati OFM, anch’egli frate minore a Monteripido e rinomato incisore, arricchisce la Biblioteca con numerose opere di contenuto artistico.